# Émile Brumpt
Alexandre Joseph Émile Brumpt (París, 10 de marzo de 1877 - 8 de julio de 1951) fue un parasitólogo francés.
Estudió zoología y parasitología en París, obteniendo su licenciatura en ciencias en 1901 y su doctorado en medicina en 1906. En 1919 sucedió a Raphaël Blanchard (1857-1919) como profesor de parasitología en la Faculté de Médecine de Paris, cargo que mantuvo hasta 1948. Gran parte de su carrera la dedicó a realizar investigaciones en África y América Latina .
A este investigador francés se le atribuye la introducción de una técnica de diagnóstico conocida como xenodiagnóstico en la investigación parasitológica. En 1935 describió Plasmodium gallinaceum, un parásito de la malaria aviar que infecta a los pollos y otras aves. También realizó importantes investigaciones sobre la mosca tsetsé africana (Glossina palpalis) como vector biológico de la tripanosomiasis africana o enfermedad del sueño. Además, realizó amplios estudios de las enfermedades: esquistosomiasis, enfermedad de Chagas, oncocercosis y leishmaniasis .
Describió al protista Blastocystis hominis y a la ameba Entamoeba dispar. Esta última especie ayudó a explicar por qué la mayoría de las personas que parecían estar infectadas con Entamoeba histolytica eran asintomáticas. No obstante, debido a que no existen diferencias morfológicas entre las dos especies, su propuesta fue ignorada en gran medida durante más de 50 años antes de demostrarse correcta utilizando técnicas moleculares.
La Academia de Ciencias de Francia le otorgó el Prix Savigny de 1910. Varias especies llevan su nombre, por ejemplo los parásitos Plasmodium brumpti y Xenocoeloma brumpti, el género de flebótomos, Brumptomyia y la especie de mosquito corso, Culex brumpti.
La obra escrita más conocida de Brumpt es Précis de Parasitologie, que se publicó en seis ediciones entre 1910 y 1949. Fue autor de muchos artículos científicos, incluidos varios sobre el mosquito Anopheles y su relación con la malaria. Fue presidente de la Société zoologique de France en 1922. Con Maurice Neveu-Lemaire y Maurice Langeron, fundó en 1923 la revista parasitológica Annales de Parasitologie Humaine et Comparée, ahora continuada como Parasite .